# Hafrada

La barrière de séparation israélienne à Mas-ha en Cisjordanie occupée.

Hafrada, en hébreu : הפרדה, littéralement en français : séparation, désengagement, ou Politique de séparation (מדיניות ההפרדה), est la politique du gouvernement d'Israël visant à séparer la population israélienne de la population palestinienne dans les territoires palestiniens occupés,, à la fois en Cisjordanie et dans la bande de Gaza,
Dans le cadre de cette politique, la barrière de séparation israélienne est construite le long de la ligne verte (en Cisjordanie et en Israël), tandis qu'est érigée une barrière entre la bande de Gaza et Israël. Le désengagement israélien de la bande de Gaza, qui comprend l'évacuation des colonies israéliennes et des forces de défense israéliennes et[pas clair] le bouclage de la Cisjordanie (en) sont également cités comme exemples de cette politique.
Yitzhak Rabin, Premier ministre d'Israël de 1992 à 1995, est le premier à préconiser la construction d'une barrière physique entre Israéliens et Palestiniens. Après l'attentat suicide de Beit Lid (en) en 1995, qui a tué 22 Israéliens, Yitzhak Rabin déclare que la séparation est nécessaire pour protéger la majorité des Juifs israéliens du terrorisme palestinien. Ehud Barak, Premier ministre de 1999 à 2001, déclare que « les bonnes clôtures font les bons voisins ». Depuis ses premières évocations publiques, le concept devenu politique ou modèle domine le discours et le débat politique et culturel israélien. 
D'autres termes pour hafrada, lorsqu'ils sont utilisés en anglais, incluent la « séparation unilatérale » ou le « désengagement unilatéral ». L'historien Aaron Klieman (en) fait la distinction entre les plans de partition basés sur la hafrada qu'il traduit par détachement, et la hipardut,  traduite par désengagement. Le mot hébreu hafrada peut signifier à la fois séparation et ségrégation Des critiques établissent un lien entre la politique de hafrada et celle de l'apartheid, tandis que d'autres affirment que le mot hafrada présente une « similitude frappante » avec l'utilisation sud-africaine du terme.
En 2014, Richard Falk rapporteur spécial des Nations unies sur les territoires palestiniens utilise le terme à plusieurs reprises dans son Rapport du rapporteur spécial sur la situation des droits de l'homme dans les territoires palestiniens occupés depuis 1967.